# Граматика холандског језика
Холандски језик (холандски  Nederlands (помоћ·инфо), Nederlandse taal; изворно: duits der nederen landen, односно de duitse taal der nederen landen/њемачки језик ниских земаља, такође: Nederduits/доњоњемачки језик), према холандској регији Холандији, из чијих се нарјечја холандски књижевни језик (доњоњемачки стандардни језик) првенствено развио, убраја се, као и њемачки језик, у германску грану индоевропских језика. Холандски језик се већином користи у Холандији, Белгији, те неким бившим и садашњим холандским колонијама. Варијанта холандског, која се користи у Белгији, понекад се назива фламанским језиком. Највећи утицај је холандски добио од француског и латинског, а од скорије и од енглеског.

## Слова
1. A
2. B
3. C
4. D
5. E
6. Ë (помоћно слово)
7. É (помоћно слово)
8. F
9. G
10. H
11. I
12. Ï (помоћно слово)
13. IJ
14. J
15. K
16. L
17. M
18. N
19. O
20. Ö (помоћно слово)
21. P
22. Q
23. R
24. S
25. T
26. U
27. Ü (помоћно слово)
28. V
29. W
30. X
31. Y
32. Z

Холандски језик поседује у свом алфабету 26 слова. На то се додају IJ (код тог слова када се почиње реч, оба слова треба да су велика, пример речи: IJsland) 4 акутна знака и 4 дијарезе или умлаута. Те 4 дијарезе се исто читају као и исти ти вокали бе дијареза, јер углавном служе да направе одвојене самогласнике. нпр.: geüpload [ɣe.ˈʏploːt] (у преводу: учитан, пренесен), јер да нема дијареза у овој речи, читало би се [ɣøploːt]. То правило је слично на романске језике као француски и шпански. Акутни знак é служе за разликовање акцента.

## Читање и фонетика
Читање и фонетика се у овом примеру базирају на стандардном књижевном холандском.

### Самогласници

#### Монофтонзи
- a: [аː] ако је после њега један сугласник
- a: [ɑ] ако је после њега двоструки сугласник
- e, ee, ë, é: [eː] ако је после њега један сугласник. Звучи као у енглеској речи may
- e: [⁠ɛ⁠] ако је после њега двоструки сугласник
- e, еn: [⁠ə⁠] тако се e чита када се налази у средини на крају или при крају речи или у префиксу ge-. En се тако чита на крају речи
- eu: [øː] (или мукло е), каже се е, само се скупе усне у круг као да ће се рећи о
- i, ï: [ɪ]
- ie: [i]
- o: [⁠ɔ⁠] када се после њега налази један сугласник
- o, oo, ö: [oː] када се после њега налази двоструки сугласник. Звучи као у енглеској речи go
- oe: [u⁠⁠]
- u, ü, y: [ʏ⁠] (или фућкајуће и), каже се и, само се скупе усне у круг као да ће се рећи у. Овако се читају ако се после њих налази двоструки сугласник
- u, ü, y: [y] овако се читају ако се после њих налази један сугласник или су удвостручени. Треба рећи да је овај глас затворенији од гласа [ʏ⁠].

У примерима је већ примећено да се самогласници разликују по дужини у зависности од тога где се налазе.

#### Дифтонзи
- au, auw, ou, ouw: [au̯]
- eeuw: [eːu̯]
- ieuw: [iu̯]
- ij, ei: [ɛi̯]
- ui, uij, uy: [œy̯]
- uw: [yu̯]

Дијарезе у холандском претежно служе да би могао да се дифтонг посматра као два одвојена гласа, а не као један глас, нпр.: België [bəlχɪə], да нема у тој ријечи дијареза, читало би се [bəlχi]. Такође, дијарезе се у дифтонгу или чак у трифтонгу додају на последњи самогласник тог дифтонга или трифтонга, нпр.: tweeënnegentig.

### Сугласници
- c: [s] када се налази испред e и i
- c: [k] у осталим случајевима. Када је c само како год се чита (да није у диграфима ch и ck) налази се углавном се налази у страним речима и властитим именима
- ch: [x]
- ck: [k]
- dj: [d͡ʒ] или [d͡ʑ]
- er: [ɹ]
- f, ph: [f]
- g: [χ] или [ɣ]
- ng: [ŋ]
- qu: [kw]
- r: [ɹ] када је на крају слога или када после њега постоје још неки сугласници у једносложној речи, нпр.: eerst (први))
- r, rh: [r] у осталим случајевима
- s, sch: [s̠] глас који помало звучи на ш
- sj: [ʃ] или [ɕ]
- t, dt, th: [t]
- tj, tsj: [t͡ʃ] или [t͡ɕ]
- tie: [t͡siː] на крају ријечи
- tiën: [s̠iəːn] на крају или при крају ријечи
- w: [ʋ] глас где се само усне додирују и праве глас в

Двострука слова се читају као и да је само једно написано.

### Специјална комбинација
- gj: [çj]
- ig: [əx] на крају ријечи
- ijk: [ək] на крају ријечи код придева, нпр.: persoonlijk

### Гласови код позајмљеница
- g: [g]

### Гласови на крају речи или пре безвучног сугласника
Гласови на крају речи или пре безвучног сугласника се читају као:
- b: [p]
- g: [k]
- d: [t]
- dj: [t͡ʃ] или [t͡ɕ]

Остала слова и гласови, сем ових у правилу читања, читају се као и у српском.

## Лица
- 1.  (ја)
- 2.  (ти)/U (Ви, заменица за персирање (формални говор), односно, слична је као заменица Ви у српском)
- 3. Hij/He, Zij/Ze, Het (он, она, оно)
- 1.  (ми)
- 2.  (ви)
- 3.  (они, оне, она)

У немачком, када се неко уводи у причу, лична заменица је обавезна. Међутим, ако се та особа још увек спомиње, лична заменица други пут није обавезна, нпр:
Ik heet ... en (ik) ben ... (jaar oud). (Ја се зовем ... и имам ... година).

## Чланови и родови
Холандски поседује два одређена, један неодређени члан и одређени члан за множину, као и два рода (заједнички и неутрални, осим код заменица, гдје су ту три рода).
De - означава заједнички род ;
Het - означава средњи род ;
De - означава множину.
Ово је неодређени члан:
Een - означава сва три рода у једнини.
Ово су одрични чланови (који имају идентичне облике и употребу као и неодређени члан, само што се користи и за множину):
Geen - означава сва три рода у једнини и множину.